# De perdidos a Río
De perdidos a Río es una película española de comedia dirigida por Joaquín Mazón y estrenada en 2023. Está protagonizada por Pablo Chiapella, Esther Acebo, Carlos Santos, Kira Miró, Jorge Cremades, María Botto, Carlos Areces y Fran Perea. 

## Argumento
Pedro (Pablo Chiapella), Kiko (Carlos Santos) y David (Fran Perea) deciden ir a Brasil a repatriar el cuerpo de su amigo de la infancia Mateo. Al llegar a Brasil, los tres amigos descubren que el cuerpo que se suponía que era el de su amigo era el de otra persona, por lo que deciden investigar donde está Mateo (Jorge Cremades). Los protagonistas se enfrentan a una realidad en la que nada es lo que parece y tienen que hacer frente a mafias, pandilleros y demás situaciones surrealistas.

## Reparto
- Pedro - Pablo Chiapella
- Kiko - Carlos Santos
- David - Fran Perea
- Thais - Esther Acebo
- Mateo - Jorge Cremades
- Eva - Kira Miró
- Laura - María Botto
- Eneas - Paulo Pires
- Adriana - Gonçalo Cabral
- Márquez - Carlos Areces
- Mama Grande - Carla Vasconcelos
- Chica DNI - Adriana Ubani
- Maneca - João Lagarto
- Empleado morgue - Luis Abbadia
- Quiosquero - Iñaki Miramón
- Taxista Río - Janfri Topera[2]

## Producción
La película comenzó a rodarse en 2021 pero no fue hasta 2023 cuando pudo llegar a las pantallas. El rodaje se ha producido en Islas Canarias, Madrid, Portugal y Río de Janeiro. El rodaje en Portugal se produjo en Lisboa. A pesar del interés de los productores de grabar la película en Canarias fue por el director, Joaquín Mazón, por quien se trasladó el trabajo a Brasil, concretamente a la playa de Ipanema. 

## Trama
Pedro (Pablo Chiapella), un policía con una vida normal, recibe un día una llamada de la embajada española en Brasil. En esa llamada le comunican que han encontrado el cuerpo sin vida de su amigo de la infancia Mateo. Este le tenía asignado como su número principal, es por eso que le llaman a él. Pedro es bastante cobarde, por lo que le propone a sus amigos Kiko (Carlos Santos) y David (Fran Perea) ir con él a por el cuerpo de su amigo. Aunque al principio dudan, deciden embarcarse en el viaje ya que su verdadero interés es pasar unos días de fiesta y diversión. 
Al llegar a Brasil, el cuerpo que se suponía que era el de su amigo, resulta ser el de otra persona. Tras esto, deciden investigar para saber dónde se encuentra Mateo (Jorge Cremades). El primer lugar al que acuden es ir a su casa, donde conocen a Thais (Esther Acebo), una amiga de Mateo que también resulta ser su abogada. 
Al continuar la película, van saliendo los trapicheos que tiene Mateo con las distintas mafias de Río de Janeiro y sus amigos se ven obligados a hacer frente a ello. Después de una noche de mucha fiesta en la que Kiko se enamora de una mujer, recuerdan la gran pasión de Mateo que era el submarinismo. Tras esto, deciden ir a una de las mejores zonas para ello que conoce Thais. Allí es donde los protagonistas se reencuentran con Mateo. Su “viejo” amigo tiene más problemas con distintas mafias, que inician un tiroteo contra los cinco, pero los protagonistas logran escapar de la zona. Tras llegar a lo que parecía ser un sitio seguro, Kiko y David son secuestrados para que Mateo pague sus deudas. Para pagar el rescate, acuden a un prestamista que conoce Mateo, pero según reciben el dinero, la primera mafia que aparece en la película se lo roba y también se llevan a Mateo. Tras una investigación de Thais, en la que descubre dónde se encuentran Kiko y David, Pedro y ella deciden ir a rescatarlos. Aquí se conoce que la persona de la que se había enamorado Kiko, que resultó ser un hombre, pertenece a la banda que les ha secuestrado y a pesar del amor que le tiene, tiene que hacer su trabajo. Cuando están a punto de ser ejecutados, comienza la novela que tiene a todo el poblado enganchado y deciden dejar la ejecución para después. Para salvar a sus amigos, Thais y Pedro ponen la excusa de ir a ver a la matriarca que es adivina, pero son descubiertos y puestos los cuatro para su ejecución. En ese momento Mateo llega con el dinero que debe pero Adriana, la mujer de la que se había enamorado Kiko, descubre que los billetes son falsos. En el momento que inician los disparos, parecía el fin para los protagonistas, pero la mafia que se había llevado a Mateo, llegan para salvarlos por dos motivos, el dinero que le habían robado a Pedro y para terminar con una de las bandas rivales. Tras este suceso, Kiko queda devastado porque había perdido a la mujer que amaba. Pedro y Thais han establecido una conexión especial debido a que los dos han demostrado preferir proteger a las personas que les rodean que a ellos mismos. 
La película finaliza con los protagonistas disfrutando de sus últimos días en Brasil, con Pedro dejándole su pasaporte a Mateo para que pueda volver a España y Pedro decide volver a ejercer la abogacía esta vez en Brasil.

## Música
Banda sonora
- Compositores: Aida Ten y Carolina Fontecha.
- Sello: Optical.
- Duración: 46 minutos.[6]

Canciones
- De perdidos a Río de Fran Perea.

## Recepción
Comercial
En el primer fin de semana que se estrenó De perdidos a Río, la producción ha generado 255.260 euros recaudados y 37.189 espectadores. El presupuesto con el que ha contado la película ha sido de 3 000 000 de euros. La película ha dispuesto de una subvención de 1,2 millones de euros procedentes del MInisterio de Cultura a través del Instituto de Cinematografía y Artes Audiovisuales.De perdidos a Río ha conseguido recaudar un total de 736.712 euros y 119.278 espectadores.
Crítica
Según la valoración en Filmaffinity, la película tiene una valoración media de 3,5 sobre 10. En Sensacine, De perdidos a Río la nota media que ostenta es de 2,4 sobre 5. En 20 Minutos, la película ha conseguido una valoración de 3 sobre 5. Algunos medios califican esta obra cinematográfica como una versión española de la película Resacón en las Vegas. 